# Архимандрит Саватије (Васиљевић)
Млетачка република
| датум_смрти = 14. март 1809. (53/54 год.)
| место_смрти         = Манастир Крка
| држава_смрти        = Француско царство
| сахрањен            = 
| звање1              = Архимандрит
| године1             = 1795—1809
| редослед1           = 
| претходник1         = Никанор Богуновић Скочић
| наследник1          = Герасим Омчикус
| звање2              = 
| године2             = 
| редослед2           = 
| претходник2         = 
| наследник2          = 
}}
Архимандрит Саватије (световно Саватије Васиљевић; Скрадин, Далмација 1755 — Манастир Крка 14. март 1809. године) био је српски архимандрит.

## Биографија
За свештеника га је рукоположио 1776. године Сава Петровић Његош (1702—1782), митрополит Црне Горе (владао: 1735-1782), а Петар I Петровић Његош (1748—1830), митрополит Црне Горе (владао: 1782-1830) поставио га је 1795. године за архимандрита српског православног манастира Крка.
У два временска периода (1786—1793 и 1795-1797) био је парох у Задру.
С обзиром да је 1797. године лажно оптуживан од стране архимандрита Герасима Зелића за агитацију у корист Угарске, а супротно интересима Аустрије, против њега је покренута истрага до чијег окончања је стављен под строги назор (у манастиру „Крка“).
Међутим, уживао је велики углед међу грађанима Задра те су они гарантовали за њега, на основу чега је крајем 1798. године ослобођен оптужбе.
На захтев Француза 1807. године саставио је документ о стању Православне цркве у Далмацији на основу којег је генерални провидур Далмације Вићенцо Дандоло (1758—1819), тј. итал. Vincenzo Dandolo (Uxiel) предложио Наполеону I Бонапарти (1769—1821), тј. фр. Napoléon Ier Bonaparte цару Француске (владао: 1804-1814) оснивање „Православне епархије у Далмацији“.
Герасим Зелић га је 1808. године узео за помоћника у вршењу викаријатске службе.
Према одлукама Синода, одржаног 30. новембра 1808. године у Задру, изабран је за члана депутације (Саватије Васиљевић, Андрија Руђери и Ђорђе Ђурић), која би ишла у Париз да директно цару изнесе молбу о уређењу црквених послова у Далмацији.
Умро је 14. март 1809. године пре одласка депутације.